# 王金林 (1916年)
王金林（1916年4月—1967年5月），男，山西临汾人，中华人民共和国政治人物。1936年加入中国共产党。曾担任延安抗日军政大学组织干事、中共榆次地委委员、阳泉工矿区人民政府主任、中央人民政府燃料工业部办公厅副主任、中华人民共和国煤炭工业部副部长（1964-1967）等职。文化大革命中遭受四人帮迫害。